# Iryna Farion
Iryna Dmytrivna Farion (en ucraniano: Ірина Дмитрівна Фаріон; Leópolis, Ucrania, 29 de abril de 1964 – 19 de julio de 2024) fue una lingüista y política nacionalista ucraniana que fue diputada en la Rada Suprema de 2012 a 2014 como miembro de Svoboda. También fue profesora del Departamento de Lengua Ucraniana del Instituto Politécnico de Ciencias Humanitarias y Sociales de Lviv.
Era conocida por sus campañas para promover la lengua ucraniana y desacreditar a los ucranianos que hablaban ruso.
Farion fue asesinada a tiros fuera de su casa el 19 de julio de 2024.

## Primeros años y educación
Iryna Dmytrivna Farion nació el 29 de abril de 1964 en Lviv. Su madre era profesora y su padre un fontanero.
Farion se licenció en el departamento de filología de la Universidad de Lviv en 1987. Hasta 1991, fue directora del centro de estudios ucranianos de la Universidad de Lviv. Durante sus años universitarios, fue miembro del Partido Comunista de la Unión Soviética, siendo la única estudiante que estaba en el Partido Comunista. Al principio, Farion negó su pertenencia al Partido Comunista. Más tarde, afirmó que no podía tener esa carrera sin afiliarse al partido; también declaró que se había afiliado al partido para «destruirlo desde dentro». Tras afiliarse al partido, publicó el periódico dedicado al preso político ucraniano de la URSS Vasil Stus, y fue acusada de nacionalismo por un grupo del partido. En 1996, defendió su tesis doctoral en filología en la Universidad de Lviv.

## Carrera académica
Entre sus obras científicas figuran al menos cuatro monografías y 200 artículos. De 1998 a 2004, Farion dirigió la comisión lingüística de Prosvita. Desde 1998, inició y organizó el concurso estudiantil anual «La lengua es la base de tu vida» (en ucraniano: Мова – твого життя основа, romanizado: Mova – tvoho zhyttya osnova). En 2004 recibió el Premio de Literatura Oleksa Hirnyk. Entre 1990 y 1995 impartió clases de literatura ucraniana y ucraniano en la Academia Nacional de las Artes de Lviv. Defendió su tesis doctoral superior en 2015.
Farion escribió sobre el estado y la opresión de la lengua ucraniana, siendo su obra más significativa "Norma lingüística: Destrucción, búsqueda, restauración (Cultura del habla de personajes públicos)", una monografía que tuvo tres ediciones, dedicada a la evolución de las normas lingüísticas y las razones de la distorsión de la norma lingüística ucraniana en el siglo XX.
También escribió extensamente sobre la historia de la lengua ucraniana, siendo una de sus principales obras "El estatus social de la antigua lengua ucraniana (rusa) en los siglos XIV-XVII: Conciencia lingüística, realidad lingüística, perspectiva lingüística", donde rehabilitó el término de lengua ucraniana antigua y argumentó que la misión de la lengua es crear una nación y un Estado.
A lo largo de su vida participó en varios proyectos educativos sobre la lengua y la cultura ucranianas. Farion también ha destacado entre los académicos ucranianos por sus esfuerzos para promover el uso de la lengua ucraniana.

## Carrera política
En 2006, Farion se presentó como candidata al mandato de diputada popular de Ucrania por el partido de extrema derecha Svoboda, del que fue miembro desde 2005. En 2006, Farion también se presentó con éxito al consejo regional de Lviv, donde fue vicepresidenta de la comisión de educación y ciencia, mientras que en 2010 ganó en un distrito electoral mayoritario de Leópolis.[cita requerida]
En febrero de 2010, con motivo del Día Internacional de la Lengua Materna, Farion fue grabada dando instrucciones a niños de guardería para que evitaran usar nombres rusos. En una ocasión, les dijo que «fueran donde viven las Mashas» si querían llamarse Mash.; un vídeo del incidente se emitió en la televisión estatal rusa y fue muy criticado. El incidente también fue ampliamente debatido y criticado en los medios de comunicación ucranianos. Un diputado del Partido de las Regiones pidió al Fiscal General de Ucrania que presentara una causa penal contra ella por discriminación lingüística y de nacionalidad.

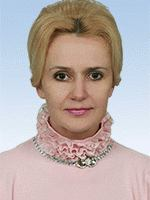
Fotografía parlamentaria oficial de Farion en 2012

En las elecciones parlamentarias de 2012, Farion fue electadiputada tras ganar una circunscripción en el Óblast de Leópolis. Desde 2013, fue jefa de la subcomisión parlamentaria de educación superior en ciencia y educación. En 2014, se convirtió en la primera vicepresidenta de la comisión de ciencia y educación.
En las elecciones parlamentarias de 2014, Farion volvió a intentar ganar un escaño por la circunscripción de Lviv, pero fracasó esta vez al quedar tercera en su circunscripción con aproximadamente el 16% de los votos.
En julio de 2015, el Comité de Investigación de Rusia presentó una causa penal contra Farion por los cargos de «incitación al asesinato» y «declaraciones extremistas». Según la declaración del Comité de Investigación, Farion «hizo llamamientos destructivos y violentos a favor de acciones que fomenten la destrucción de Rusia como Estado y de los rusos como grupo de personas en función de su nacionalidad» en un mitin celebrado el 15 de octubre de 2014.
En las elecciones parlamentarias ucranianas de julio de 2019, Farion volvió a fracasar en su intento de volver al Parlamento tras quedar quinto con el 10,35% de los votos en el distrito electoral 116 de la provincia de Lviv.
En noviembre de 2023, Farion declaró en una entrevista que «no hay población rusoparlante, hay ucranianos y hay katsaps». También dijo que no consideraba ucranianos a los combatientes rusoparlantes de la Brigada Azov. Farion también publicó una carta de un simpatizante en la península de Crimea ocupada; no censuró su nombre, lo que provocó que fuera detenido por las autoridades rusas. Esto causó indignación pública, incluidas las críticas de la política Tamila Tasheva y protestas estudiantiles en la Politécnica de Lviv, pero el instituto se negó a despedirla.
Más tarde, Farion hizo un llamamiento al presidente y al ministro de Defensa para que «tomaran medidas» contra los combatientes de Azov que la criticaron. El incidente llevó al defensor del pueblo ucraniano para los derechos humanos a decir que había pedido al Servicio de Seguridad de Ucrania (SBU) que abriera una investigación. El 15 de noviembre, el SBU abrió una investigación contra ella por los cargos de discriminación, insulto a la dignidad de un militar, violación de la confidencialidad de la correspondencia y violación de la inviolabilidad de los soldados, y fue relevada de su puesto en la Politécnica de Lviv. Se reincorporó a la Politécnica de Lviv en mayo de 2024.

## Muerte
El 19 de julio de 2024, alrededor de las 19.30 horas (EEST), Farion fue tiroteada en Lviv. El agresor fue descrito como un joven de unos 20-25 años; según los vecinos de Farion, lo habían visto por la mañana, esperando cerca de su casa. Inmediatamente fue ingresada en urgencias en el hospital con una herida de bala en la cabeza en estado «extremadamente grave». Sobre las 23:00 horas del mismo día, los médicos del hospital anunciaron que estaba en coma y con respiración asistida. Murió alrededor de las 23:20, a la edad de 60 años.
El Ministro del Interior ucraniano, Ihor Klymenko, declaró que el asesinato fue premeditado y que los principales motivos que consideraban los investigadores eran su actividad política y social o una aversión personal.
El 25 de julio de 2024, el grupo ruso Nacional Socialismo/Poder Blanco asumió responsabilidad del asesinato de Farion, afirmando que había sido cometido por un «racista revolucionario autónomo ucraniano». El canal también publicó un vídeo que supuestamente muestra el momento del asesinato de Farion y los coches parecen corresponder a los de la escena del crimen. Ese mismo día, el presidente ucraniano, Volodímir Zelenski, anunció la detención del presunto autor de los disparos, un varón de 18 años, en Dnipró.

### Funeral
Farion's memorial service was held in Lviv on 21 July. Reports on the number of mourners varied from several hundred to over five thousand. She was buried in the Lychakiv Cemetery, near singer-songwriter Volodymyr Ivasyuk.

### Reacciones
Zelenskyy expresó sus condolencias a la familia. el jefe de la administración regional y el alcalde de Lviv, Maksym Kozytskyi y Andriy Sadovyi, también expresaron sus condolencias a la familia. El alcalde de Kiev, Vitali Klichkó, calificó su asesinato de «provocación y desafío al sistema policial, la democracia y la estabilidad del país», mientras que el expresidente Víktor Yúshchenko calificó el asesinato de Farion de «operación especial calculada del enemigo».

## Vida personal
Farion estuvo casada con Ostap Semchyshyn; tuvieron una hija y se divorciaron. Para 2022, su hija era miembro del Consejo Municipal de Lviv. Farion tuvo dos nietos.

## Premios
- Premio Borys Hrinchenko (2008)[66]

## Publicaciones científicas
- Ukrainian family names of the Carpathian Lviv Region at the end of 18th – beginning of 19th centuries (with etymological dictionary). National Academy of Sciences of Ukraine, Institute of folklore studies. "Litopys". Lviv, 2001.
- Antroponymy system of the Upper Dniester region at the end of 18th – beginning of 19th centuries (family names). Franko State University. Lviv, 1996 (Ph.D. thesis).